# 반죽 튀김 목록
반죽을 튀겨 만든 음식 목록이다.
| 이름           | 사진 | 지역              | 설명 |
| -------------- | ---- | ----------------- | --- |
| 강정           |      | 한국              | 쌀가루 반죽으로 만든 유과의 하나이다. 속이 비어 있다. |
| 고고아샤       |      | 루마니아          | 루마니아의 페이스트리이다. 초콜릿, 잼, 크림 치즈 등으로 속을 채우기도 한다.                                                                                  |
| 꽈배기         |      | 한국              | 밀가루나 찹쌀가루 반죽을 가늘고 길게 늘여 두 가닥으로 꼬아 만든 페이스트리이다.                                                                              |
| 도넛           |      | 미국              | 둥근 모양이나 고리 모양으로 만든 페이스트리이다. 잼, 크림, 커스터드 등으로 속을 채우기도 하고, 설탕 등으로 글레이즈하기도 한다.                              |
| 란고시         |      | 헝가리            | 헝가리의 튀김빵이다. 사워크림, 요구르트, 치즈, 립타우어, 햄, 소시지 등을 토핑으로 올려 먹기도 한다.                                                          |
| 뢰이바브뢰이드 |      | 아이슬란드        | 아이슬란드의 튀김빵이다. 크리스마스에 먹는다. |
| 로크마         |      | 터키              | 터키의 페이스트리이다. 밀가루 반죽을 기름에 튀긴 뒤 시럽에 적셔 만든다.                                                                                      |
| 루치           |      | 남아시아          | 남아시아의 튀김빵이다. 미틸라 벵골, 아삼, 오디샤 지역에서 즐겨 먹는다.                                                                                       |
| 루쿠마스       |      | 그리스            | 그리스의 페이스트리이다. 밀가루 반죽을 기름에 튀긴 뒤 시럽에 적셔 만든다.                                                                                    |
| 마화           |      | 중국              | 중국의 페이스트리이다. 밀가루 반죽을 길게 늘여 꼬아서 땅콩기름에 튀겨 만든다.                                                                                |
| 만다지         |      | 동아프리카        | 동아프리카의 튀김빵이다. 아프리카 대호수 지역에 사는 스와힐리족 사람들이 즐겨 먹는다.                                                                        |
| 말라사다       |      | 포르투갈          | 포르투갈의 도넛이다. 마데이라 제도 음식이며, 미국 하와이에서도 즐겨 먹는다.                                                                                  |
| 매잡과         |      | 한국              | 밀가루 반죽으로 만든 유밀과의 하나이다. 가운데가 꼬인 모양이다.                                                                                              |
| 메키차         |      | 불가리아          | 불가리아의 튀김빵이다. 요구르트를 넣은 반죽을 튀겨 만든다.                                                                                                   |
| 바라           |      | 인도              | 인도의 튀김이다. 감자, 콩, 사고 등의 반죽으로 만든다. |
| 바우르사크     |      | 중앙아시아        | 중앙아시아의 튀김빵이다. 바시코르토스탄, 우즈베키스탄, 카자흐스탄, 키르기스스탄, 타지키스탄, 타타르스탄, 투바 등에서 즐겨 먹는다.                            |
| 바인 란        |      | 베트남            | 베트남의 찹쌀 페이스트리이다. |
| 바투라         |      | 남아시아          | 남아시아의 튀김빵이다. 다히를 넣어 만든 반죽을 튀겨 만든다.                                                                                                  |
| 밤발루니       |      | 튀니지            | 튀니지의 페이스트리이다. 설탕이나 꿀을 곁들여 먹기도 한다.                                                                                                   |
| 베녜           |      | 유럽              | 슈 반죽을 튀겨 만든 페이스트리이다. |
| 베를리너       |      | 독일              | 독일의 페이스트리이다. 보통 마멀레이드나 잼으로 속을 채우고, 분당을 뿌려 먹는다.                                                                             |
| 보르초그       |      | 몽골              | 몽골의 튀김빵이다. 설탕이나 꿀, 버터 등을 곁들여 먹기도 한다.                                                                                                |
| 볼리뉴 드 슈바 |      | 포르투갈          | 포르투갈과 브라질의 페이스트리이다. 브라질에서는 "볼리뉴 지 슈바"라 부른다. 계핏가루를 뿌려 먹기도 한다.                                                     |
| 봄볼로네       |      | 이탈리아          | 이탈리아의 폭탄 모양 페이스트리이다. |
| 부뉴엘로       |      | 스페인            | 스페인 및 히스패닉 아메리카의 페이스트리이다. 괌, 그리스, 모로코, 이스라엘, 터키에서도 즐겨 먹는다.                                                          |
| 뷔뉴           |      | 프랑스            | 프랑스의 페이스트리이다. 분당을 뿌려 먹는다. |
| 샤코이         |      | 필리핀            | 필리핀의 페이스트리이다. 밀가루 반죽을 길게 늘여 꼬아 만들며, 설탕을 뿌려 먹기도 한다.                                                                       |
| 셸페크         |      | 중앙아시아        | 중앙아시아의 튀김빵이다. 우즈베키스탄, 카자흐스탄, 키르기스스탄, 투르크메니스탄 등에서 먹으며, 위구르족 음식이기도 하다.                                     |
| 소파이피야     |      | 히스패닉 아메리카 | 멕시코 볼리비아, 아르헨티나, 우루과이, 칠레, 페루 등 국가와 미국의 콜로라도주, 텍사스주 등에서 즐겨 먹는다. 밀가루와 마사 가루를 섞어 반죽한다.              |
| 수프가니야     |      | 이스라엘          | 이스라엘의 페이스트리이다. 잼이나 커스터드로 속을 채우고, 분당을 뿌려 먹는다.                                                                                |
| 슈네발         |      | 독일              | 독일의 페이스트리이다. "눈덩이"라는 뜻으로, 반죽을 독특한 모양으로 만들어 튀긴다.                                                                            |
| 스트루바       |      | 스웨덴            | 스웨덴의 페이스트리이다. 기름에 달군 틀을 반죽물에 담근 다음 다시 기름에 넣어, 반죽이 익고 페이스트리가 틀에서 분리될 때까지 튀겨 만든다.                    |
| 스트루폴리     |      | 이탈리아          | 이탈리아의 작은 구슬 모양 페이스트리이다. 계핏가루나 오렌지 껍질 등을 뿌리기도 한다.                                                                         |
| 아카라         |      | 서아프리카        | 가나, 감비아, 나이지리아, 말리, 베닌, 시에라리온, 토고 등 서아프리카 지역에서 먹는 튀김 음식이다.                                                            |
| 아카라제       |      | 브라질            | 브라질 북부의 튀김 음식이다. 칸돔블레와도 관련이 있다. |
| 약과           |      | 한국              | 꿀과 기름을 섞은 밀가루 반죽을 판에 박아서 모양을 낸 유밀과이다.                                                                                             |
| 엘리펀트 이어  |      | 북아메리카        | 미국의 튀김빵이다. "코끼리 귀"라는 뜻의 넓적한 빵으로, 분당을 뿌려 낸다.                                                                                     |
| 올리볼         |      | 네덜란드          | 네덜란드의 페이스트리이다. 건포도를 넣어 만든 반죽을 스쿠프나 숟가락으로 떠서 기름에 넣어 튀겨 만든다.                                                       |
| 우슈팁치       |      | 발칸반도          | 마케도니아, 보스니아 헤르체고비나, 세르비아, 슬로베니아, 크로아티아 등의 페이스트리이다.                                                                     |
| 유탸오         |      | 중국              | 중국의 튀김빵이다. 죽이나 더우장 등을 곁들여 아침에 먹는다.                                                                                                  |
| 응아우레이소   |      | 중국              | 중죽 광둥, 푸젠 지역과 홍콩 등에서 먹는 페이스트리이다. 더우장 등을 곁들여 아침에 먹는다.                                                                    |
| 잘레비         |      | 서남아시아        | 남아시아, 서남아시아, 북아프리카에서 먹는 페이스트리이다. 묽은 밀가루 반죽을 튀겨서 시럽에 담가 만든다.                                                      |
| 젠두이         |      | 중국              | 중국의 페이스트리이다. 찹쌀가루 반죽에 연밥소, 녹두소, 팥소, 등을 넣고 참깨 고물을 묻혀 튀겨 만든다.                                                         |
| 찹쌀도넛       |      | 한국              | 한국의 페이스트리이다. 찹쌀가루 반죽 속에 팥소를 넣어 튀겨 만든다. 설탕을 뿌려 내기도 한다.                                                                  |
| 추로           |      | 스페인            | 스페인의 페이스트리이다. 가늘고 기다란 모양이다. |
| 카레빵         |      | 일본              | 일본의 튀김빵이다. 안에 카레가 들어 있다. |
| 카초리         |      | 남아시아          | 남아시아의 튀김빵이다. 밀가루 반죽에 여러 가지 콩소를 넣어 만든다.                                                                                           |
| 코시냐         |      | 브라질            | 브라질의 간식이다. 익반죽한 밀가루 반죽 속에 잘게 찢은 닭고기 소를 넣어 닭다리 모양으로 튀겨 만든다.                                                         |
| 쿡시스터르     |      | 남아프리카공화국  | 남아프리카공화국의 아프리카너 페이스트리이다. 밀가루 반죽을 튀긴 뒤 시럽에 담가 만든다.                                                                      |
| 크로켓         |      | 유럽              | 다진 고기나 채소를 감자 반죽에 싸서 튀긴 음식이다. |
| 클레네트       |      | 북유럽            | 북유럽의 페이스트리이다. 크리스마스 때 먹는다. |
| 키아키에라     |      | 이탈리아          | 이탈리아의 페이스트리이다. 사육제 기간에 먹는다. |
| 툴룸바         |      | 터키              | 오스만 제국의 페이스트리이다. 터키, 그리스, 발칸반도, 캅카스 등 지역에서 즐겨 먹는 음식으로, 튀긴 밀가루 반죽을 시럽에 담가 만든다.                          |
| 티파레이피애   |      | 핀란드            | 핀란드의 페이스트리이다. 뜨거운 기름에 묽은 반죽을 떨어트려 튀긴다. 바푸 때 먹는 음식이다.                                                                   |
| 파보레크       |      | 폴란드            | 폴란드의 페이스트리이다. 사육제 기간에 먹는다. |
| 팔라펠         |      | 중동              | 중동 지역의 튀김이다. 누에콩 또는 병아리콩 반죽으로 만든다.                                                                                                  |
| 패래매시       |      | 타타르스탄        | 타타르 및 바시키르 사람들이 먹는 페이스트리이다. 고기 소를 넣어 만든다.                                                                                      |
| 퍼널 케이크    |      | 미국              | 미국의 페이스트리이다. 뜨거운 기름에 묽은 반죽을 떨어트려 튀긴다. "퍼널"은 "깔때기"라는 뜻으로, 반죽을 깔때기를 사용해 떨어트리기 때문에 이런 이름이 붙었다. |
| 페스티뇨       |      | 스페인            | 스페인 안달루시아 지역의 페이스트리이다. 크리스마스나 성주간에 먹는다.                                                                                       |
| 퐁체크         |      | 폴란드            | 폴란드의 페이스트리이다. 속에 포비들라나 로즈힙잼을 채워 만들기도 하며, 보통 글레이즈를 올려 낸다.                                                           |
| 푸리           |      | 남아시아          | 남아시아의 튀김빵이다. 네팔, 방글라데시, 인도, 파키스탄에서 아침에 먹으며, 말레이시아, 미얀마, 싱가포르 등 동남아시아에서도 즐겨 먹는다.                     |
| 프라이브레드   |      | 미국              | 미국의 튀김빵이다. 나바호족 등 아메리카 원주민 음식이다. |
| 프리툴레       |      | 크로아티아        | 크로아티아의 페이스트리이다, 럼과 제스트로 맛을 내며, 건포도를 넣어 만들고, 분당을 뿌려 낸다.                                                                |
| 피시           |      | 터키              | 터키의 튀김빵이다. 요구르트를 넣은 밀가루 반죽으로 만든다.                                                                                                   |
| 피카론         |      | 페루              | 페루의 페이스트리이다. 부왕령 시대에 리마에서 만들어진 음식으로, 호박과 감자로 만든다.                                                                       |
| 허시퍼피       |      | 미국              | 미국의 튀김이다. 콘밀 반죽으로 만든다. |

## 같이 보기
- 반죽
- 반죽물
- 튀김